# International Year of Basic Sciences for Sustainable Development
International Year of Basic Sciences for Sustainable Development (på dansk; det internationale år for grundlæggende videnskaber for bæredygtig udvikling) blev den 2. december 2021 udråbt af den 76. FN Generalforsamling at være i 2022,   . Generalforsamlingen understregede at anvendelsen af grundlæggende videnskaber er afgørende for fremskridt inden for medicin, industri, landbrug, vandressourcer, energiplanlægning, miljø, kommunikation og kultur, og at grundlæggende videnskaber leder til stærk udvikling af teknologier, der reagerer på menneskehedens behov ved at give adgang til information og øge samfundets velvære og fremme fred gennem forbedret samarbejde mod bæredygtige udviklingsmål.
International Union of Pure and Applied Physics (IUPAP) og 28 andre videnskabelige fagforeninger        og organisationer udgjorde en styrekomité  under ledelse af Michel Spiro med næstformand Jean Trần Thanh Vân, hvis mål fra 2017 var at fremme proklamationen af FN's Generalforsamling af 2022 som det internationale år for grundlæggende videnskab for bæredygtig udvikling.
Over 80 andre organisationer, blandt dem mange nationale videnskabsakademier og deres netværk, støtter også initiativet. 
UNESCO vil fungere som det ledende agentur og omdrejningspunkt for året. Årets program vil blive udviklet i samarbejde med andre relevante enheder i FN-systemet, IUPAP, CERN og deres tilknyttede organisationer og forbund over hele verden.